# Jean-Antoine Houdon
Jean-Antoine Houdon (Versalles, 1741 - París, 1828) va ser un escultor francès, figura cim del neoclassicisme del seu país. Expert no solament en el treball del marbre, Houdon va ser també un talent per donar forma a l'argila, guix i terracota, materials base per a la foneria en bronze. Sovint se'l coneix com "l'escultor de la Il·lustració".
Va destacar en els seus retrats per la recerca del caràcter individual, el que li va acostar al preromanticisme. Deixeble de Jean-Baptiste Pigalle i Jean-Baptiste Lemoyne. També va ser deixeble de Michel-Ange Slodtz de qui va prendre l'esperit del barroc inspirat a Bernini. El 1764 es va traslladar a Roma per a completar la seva formació, a on va romandre quatre anys en què es va posar en contacte amb els nous corrents artístics cap als quals aniria evolucionant, cercant una síntesi entre la seva accentuada inclinació pel naturalisme i l'ideal clàssic. Allí va esculpir el Sant Bru per a Santa Maria dels Àngels.

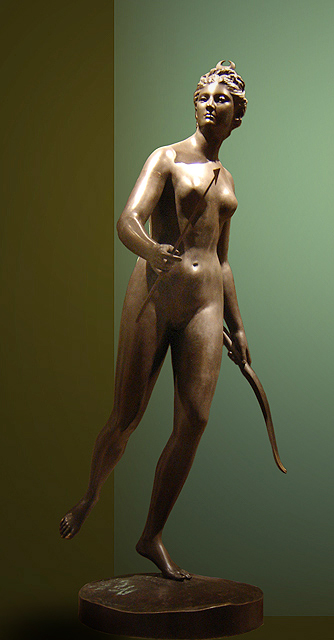
Diana. Escultura en bronze del 1790

Es va dedicar fonamentalment al retrat, iniciant la sèrie amb un de Diderot, en fang cuit, al que van seguir els de Mirabeau, D'Alembert, Molière, Voltaire, Rousseau i Franklin. Aquest últim li va suggerir la idea de viatjar als recentment independitzats Estats Units d'Amèrica per a retratar a Washington. Houdon va arribar al continent americà el 1785 i, a més de diversos bustos del president, va realitzar l'estàtua que actualment s'exhibeix al Capitoli. Un altre retratat va ser el president Thomas Jefferson (1789). En aquests rostres l'escultor va reflectir, a més a més d'una gran similitud, tota la fermesa, energia i decisió que podia trobar-se en la trajectòria política de tots dos homes d'estat. De Voltaire va fer diversos retrats, de bust i de figura completa. En el que es troba actualment al Victoria and Albert Museum de Londres, va saber representar amb gran mestratge l'escèptic somriure del filòsof, desdramatitzat per l'humor burleta dels seus ulls vivaços. La capacitat d'Houdon per captar la qualitat de la mirada com a element condensador de la personalitat del model apareixerà, també, en l'últim bust que va fer de Voltaire el 1778, el qual, al costat dels profunds solcs que el pas del temps havia deixat en el seu rostre, deixa encara escapar dels seus ulls la seva famosa ironia, matisada per una vaga tristor, premonitòria potser de la proximitat de la seva mort.
Durant la Revolució Francesa (1779-1789), va plasmar els rostres de Necker, Lafayette i Napoleó.
Cal destacar també la seva elegant Diana caçadora (1776), d'estil classicista.
Les seves obres es troben en museus com el Louvre a París, el Liebieghaus a Frankfurt del Main, el Museu Bode de Berlín o el Museu Fabre a Montpeller i en l'Hermitage a Sant Petersburg, també al Museu Ducal a Gotha, la més gran col·lecció dels seus primers treballs. Va ser en França, Alemanya, Rússia i Itàlia i fou el més reeixit escultor retratista del seu temps. Ell va saber com quasi cap més escultor contemporani, capturar els fins trets dels seus models i plasmar el seu caràcter en marbre.
El 1771, Houdon es va convertir en membre de la Reial Acadèmia, on va ser nomenat professor de l'Escola de Belles Arts a París el 24 de gener de 1805, succeint a Pierre Julien. El seu successor serà Charles Dupaty el 1823.
Jean-Antoine Houdon va ser membre de la Francmaçoneria i membre de l'anomenada "Lògia de les nou germanes" a París.
Houdon es va casar el 1786. Del seu matrimoni van néixer tres filles que van ser, amb freqüència, els seus models.

## Obres

### L'Écorché

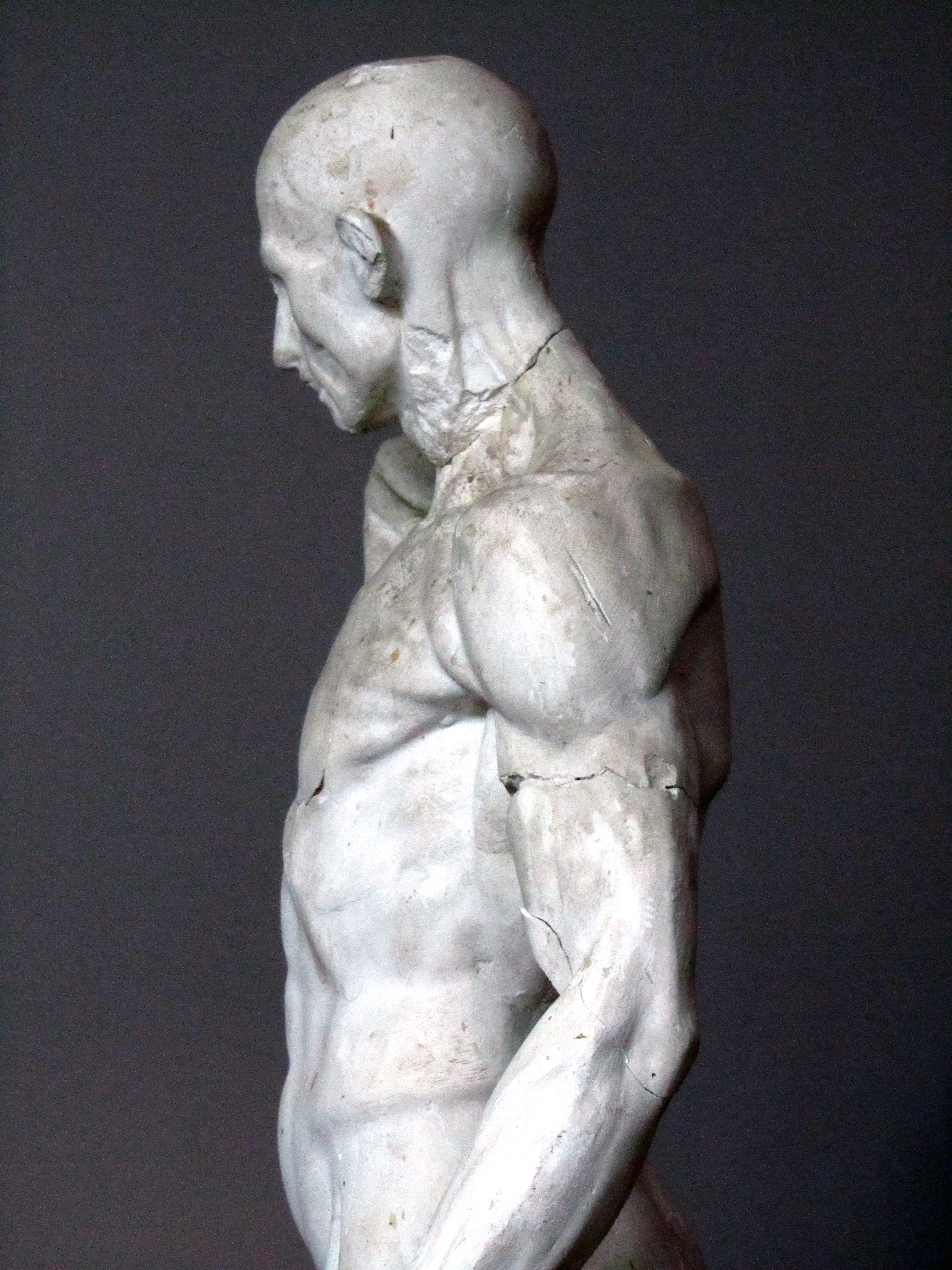
L'escorxat (fragment), 1767, còpia en guix per a Belles Arts.

L'Écorché (L'escorxat), esculpida en 1767, abans de retornar a París, és el primer èxit d'Houdon. Aquest està molt interessat en l'anatomia del cos humà i vol que les seves obres siguin fidel al natural. De gran interès per a tots els artistes plàstics, aquesta figura de l'escorxat és un treball que continua, avui dia, estant reproduït.

### El Saló
Poc després de retornar a París el 1768, Houdon va presentar al Saló "estàtues mitològiques i al·legòriques", incloent-hi Diana i Banyista, ara al Museu Metropolità d'Art de Nova York. Entre els seus busts exposats a l'exposició es poden esmentar els de La Fayette, Benjamin Franklin, Honoré de Mirabeau, Jacques Necker i Jean Sylvain Bailly.

### Els retrats
Houdon és conegut com a retratista; els seus retrats són extremament precisos i vius, i moltes personalitats del seu temps van posar per a ell. A ell li devem els busts de l'emperadriu Caterina II de Rússia i el filòsof Denis Diderot, quatre busts diferents de Voltaire i un de Rousseau realitzat després de la mort d'ell, i un bust de Cagliostro. Els ulls dels seus retrats són famosos i Melchior Grimm, impressionat pels jocs de llums i l'expressivitat de les seves mirades, va assenyalar que: "Houdon va ser potser el primer escultor que ha estat capaç de donar forma als ulls. "
Destaquen els seus retrats de Voltaire (en bust, al peu del Panteó, o assegut a l'Hermitage), de l'actriu Sophie Arnould, de Molière, de Napoleó Bonaparte, així com els d'alguns dels principals líders dels Estats Units: George Washington, Robert Fulton, Benjamin Franklin i Thomas Jefferson.

## Galeria

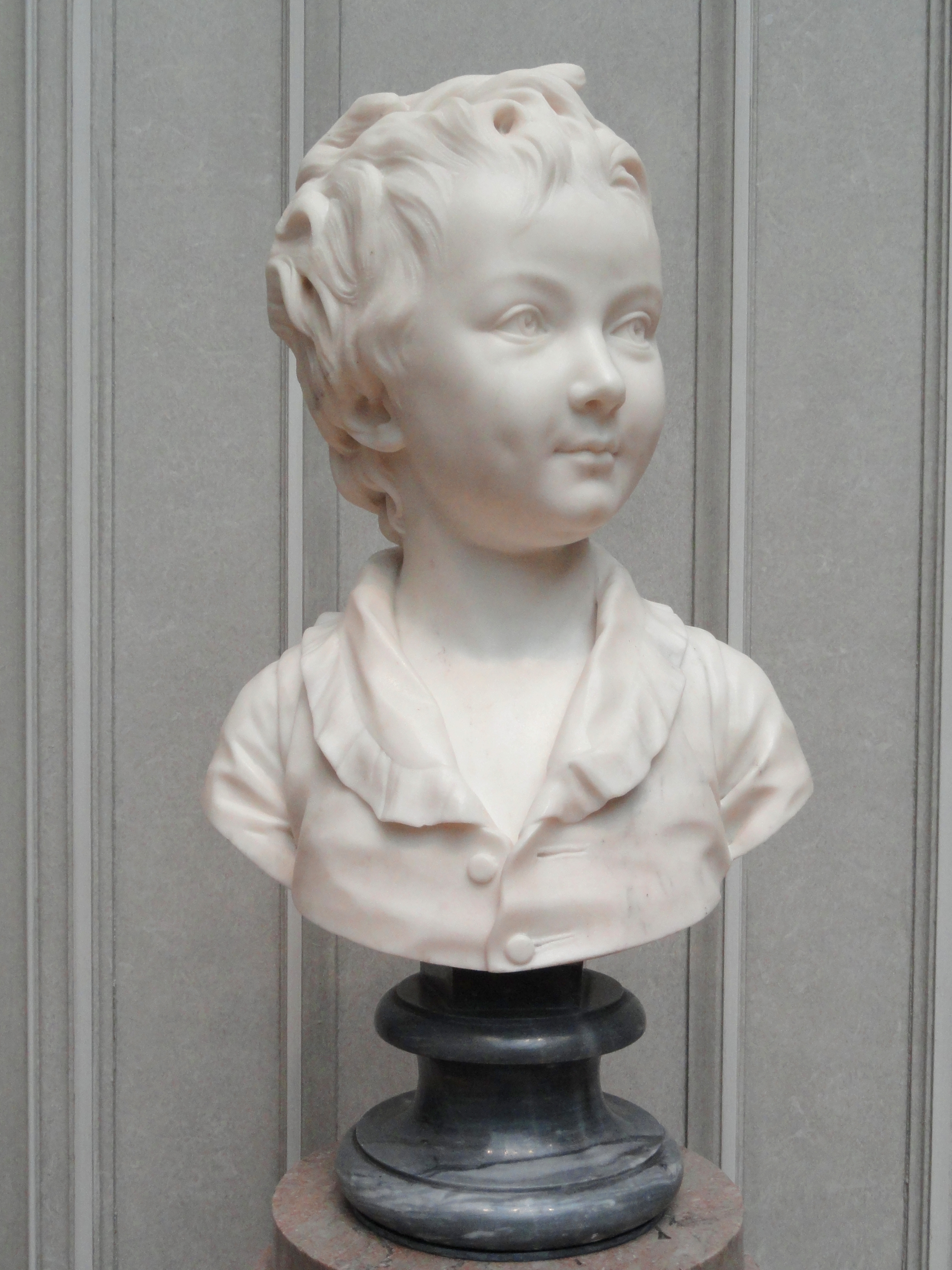
Alexandre Brongniart, 1777, marbre - National Gallery of Art, Washington.
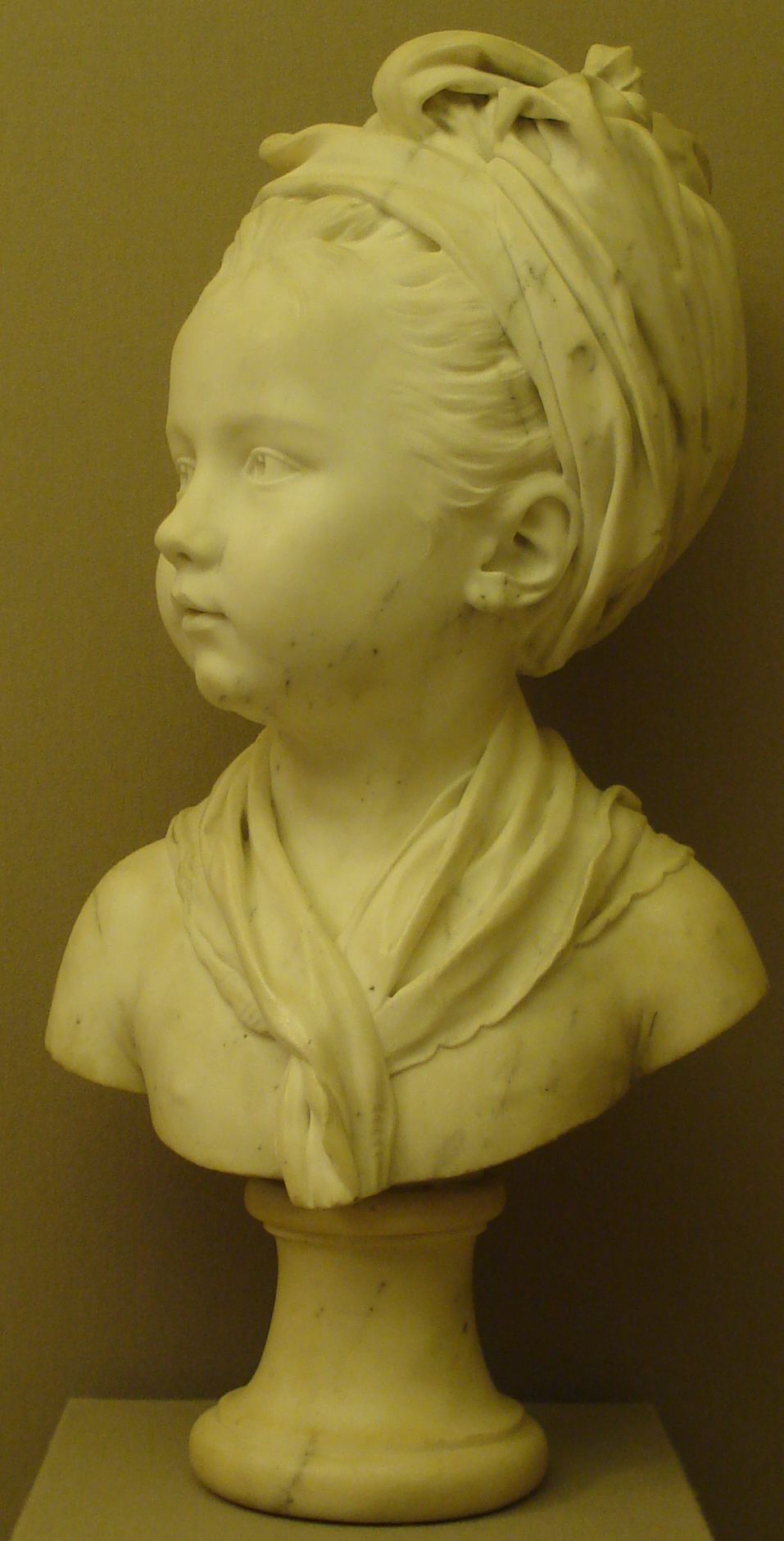
Retrat de Louise Brongniart, 1779, marbre - Metropolitan Museum of Art, Nova York.
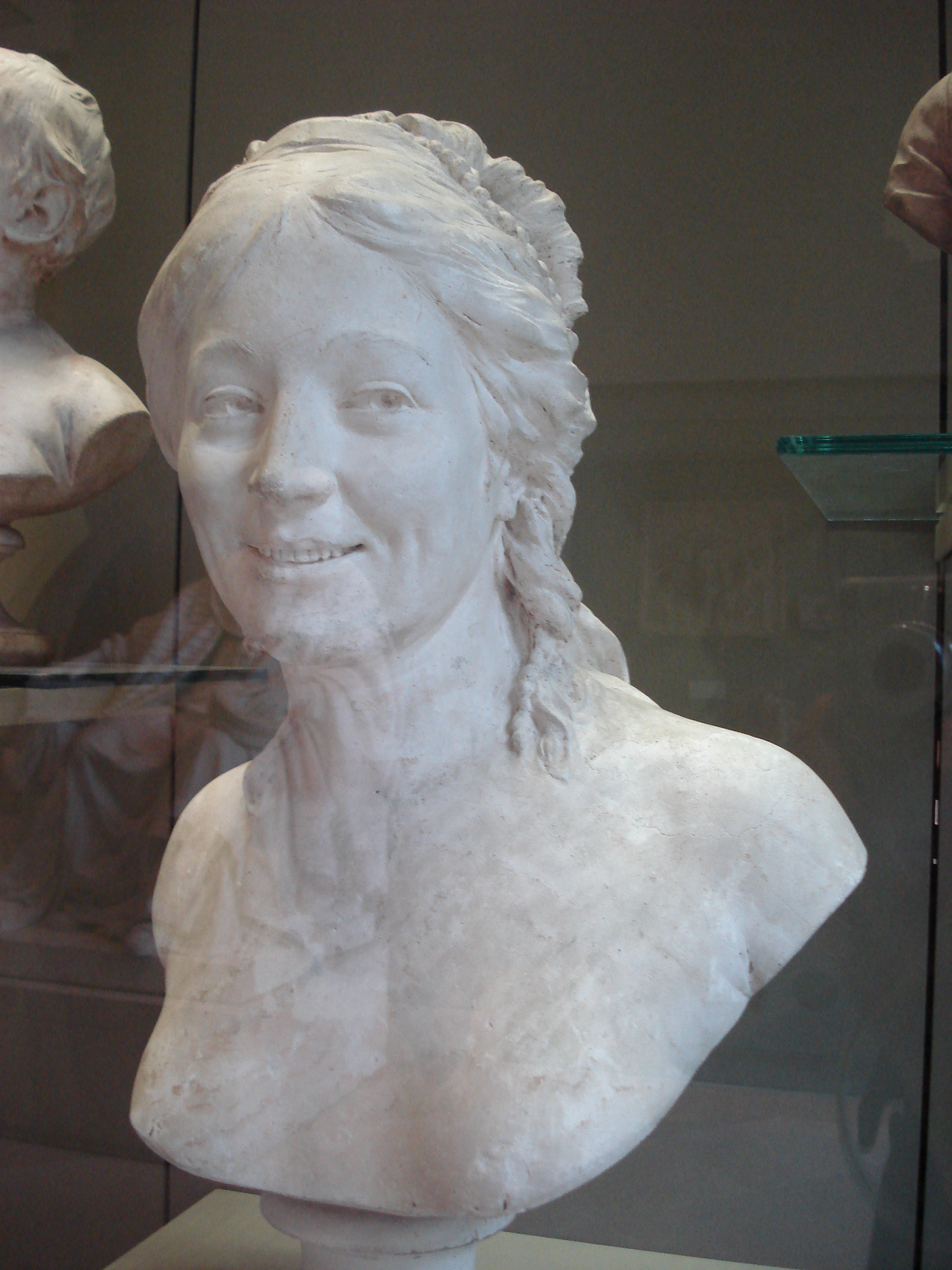
Senyora Houdon, 1786, Museu del Louvre, París.
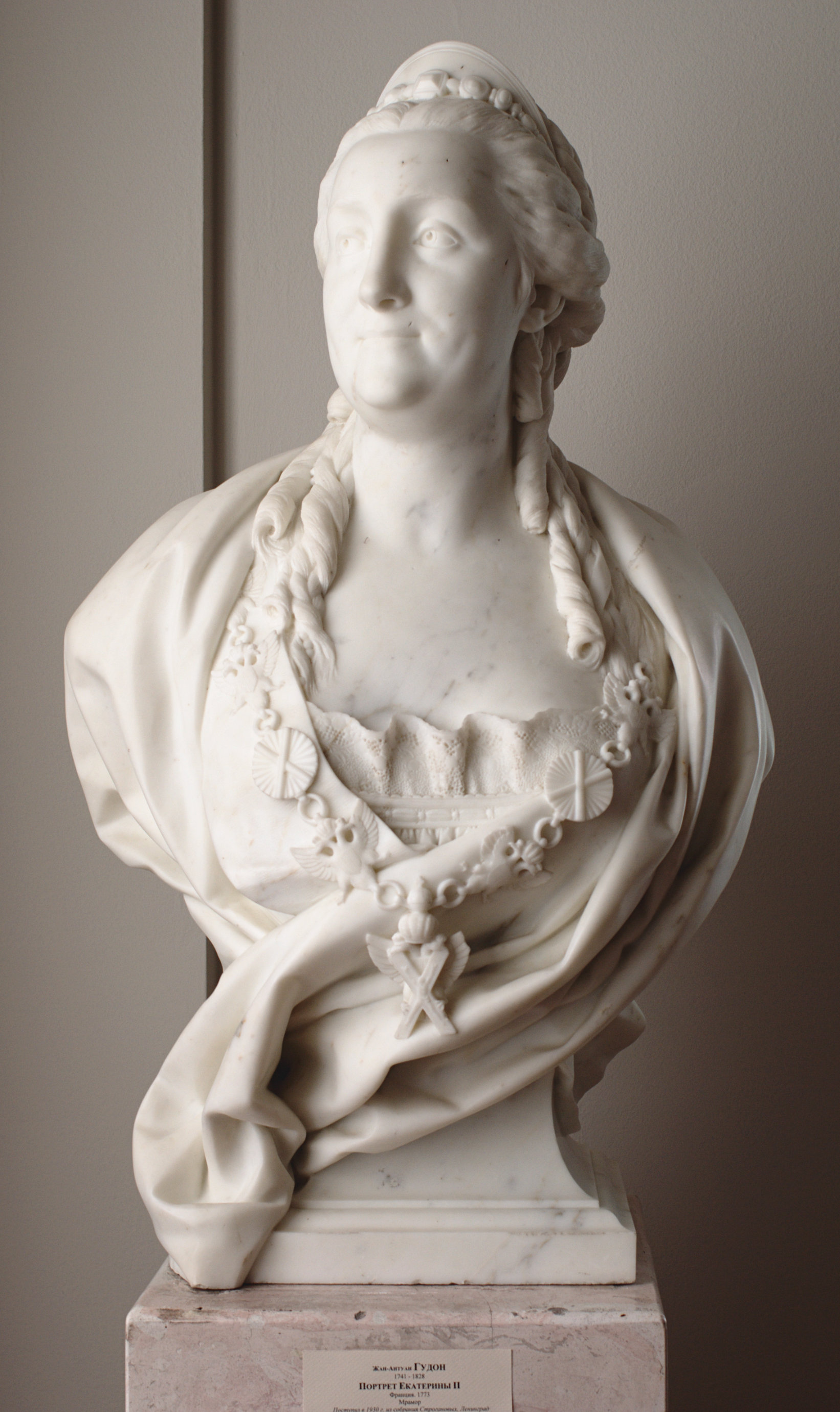
Retrat de Caterina II de Rússia (1729-1796), Hermitage, Sant Petersburg.
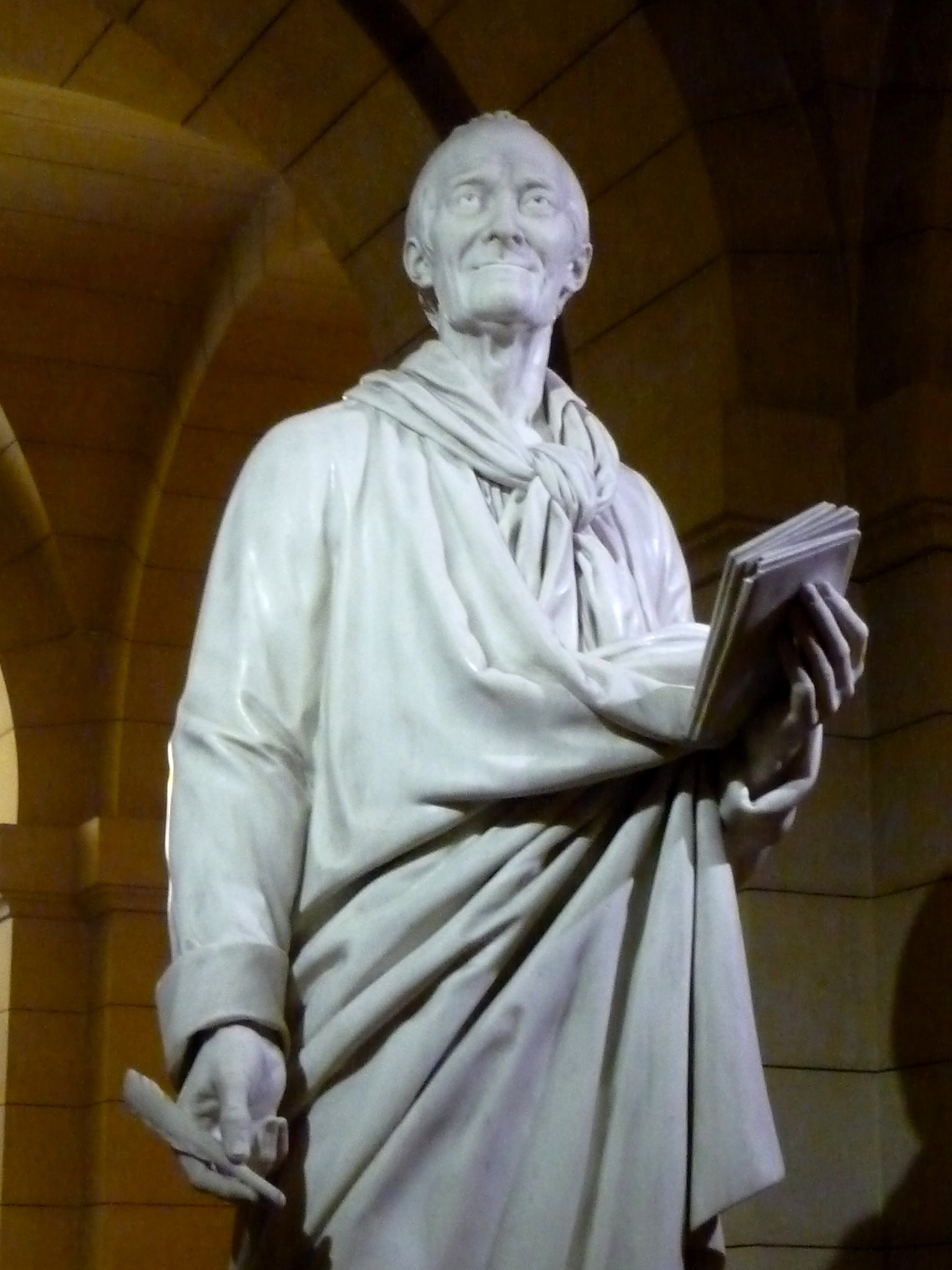
Monument a Voltaire, Panteó de París.
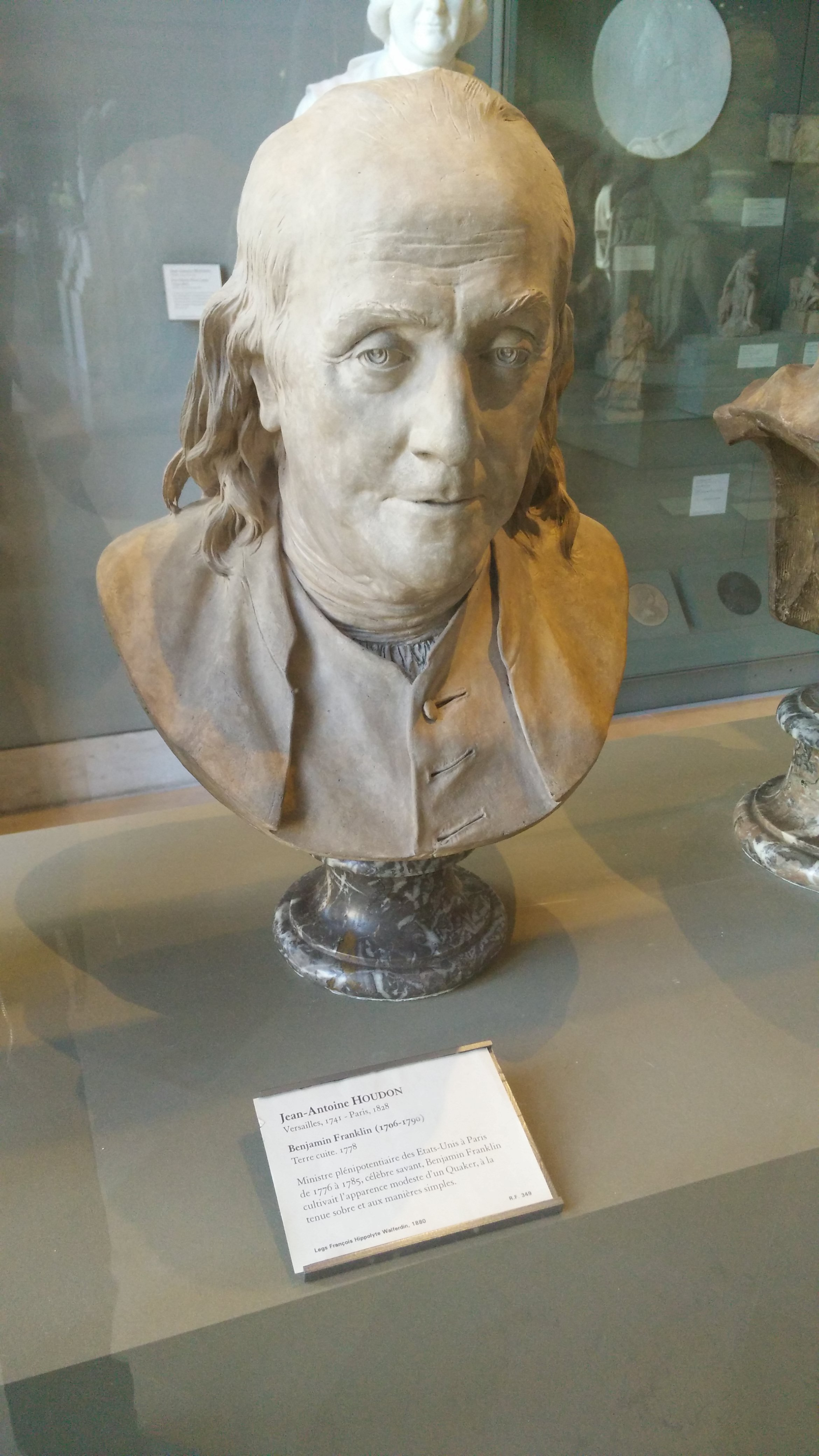
Benjamin Franklin (1706-1790), bust en terracota, Museu del Louvre, París.
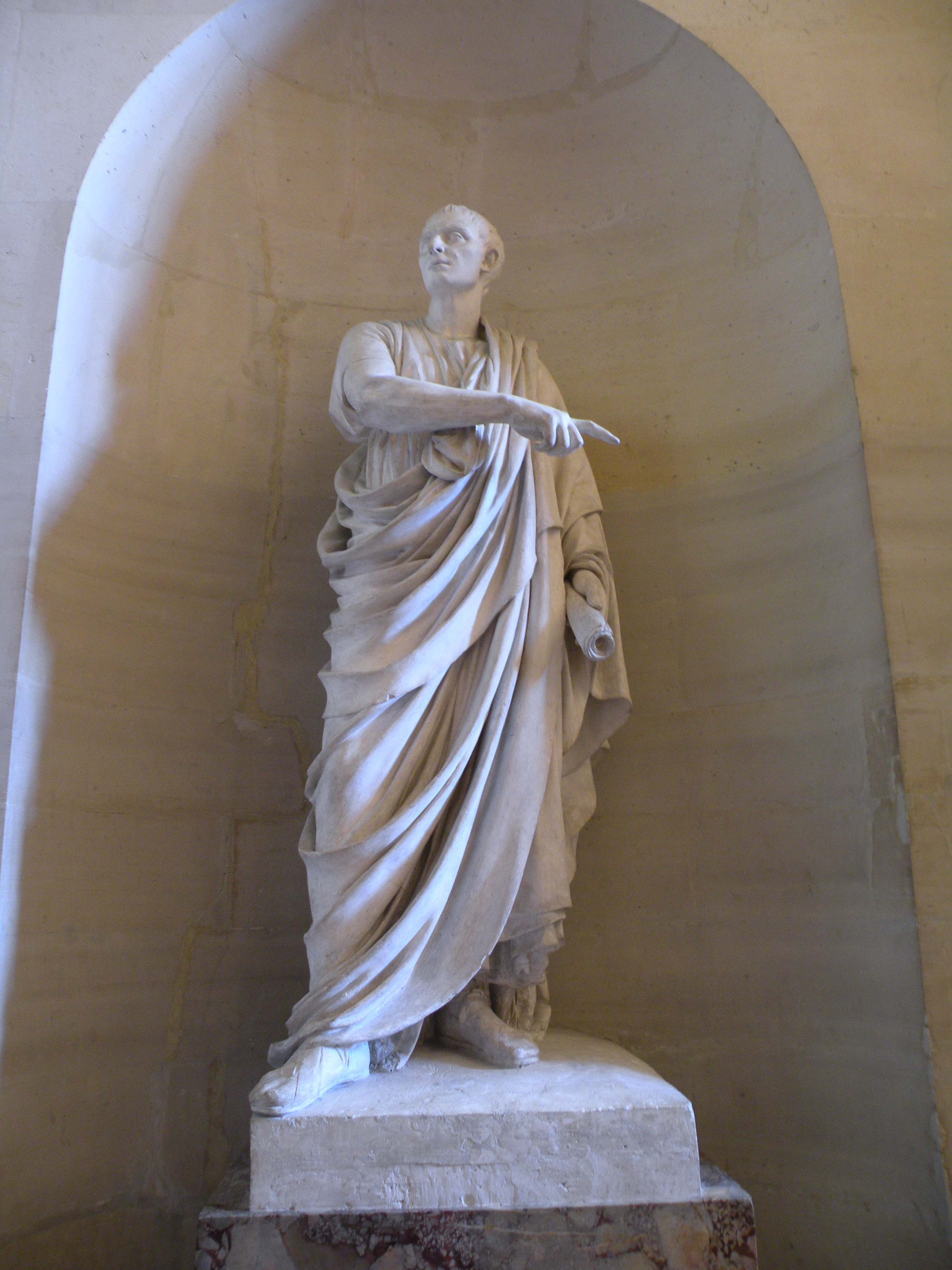
Ciceró cap a 1803, Museu del Louvre, París.
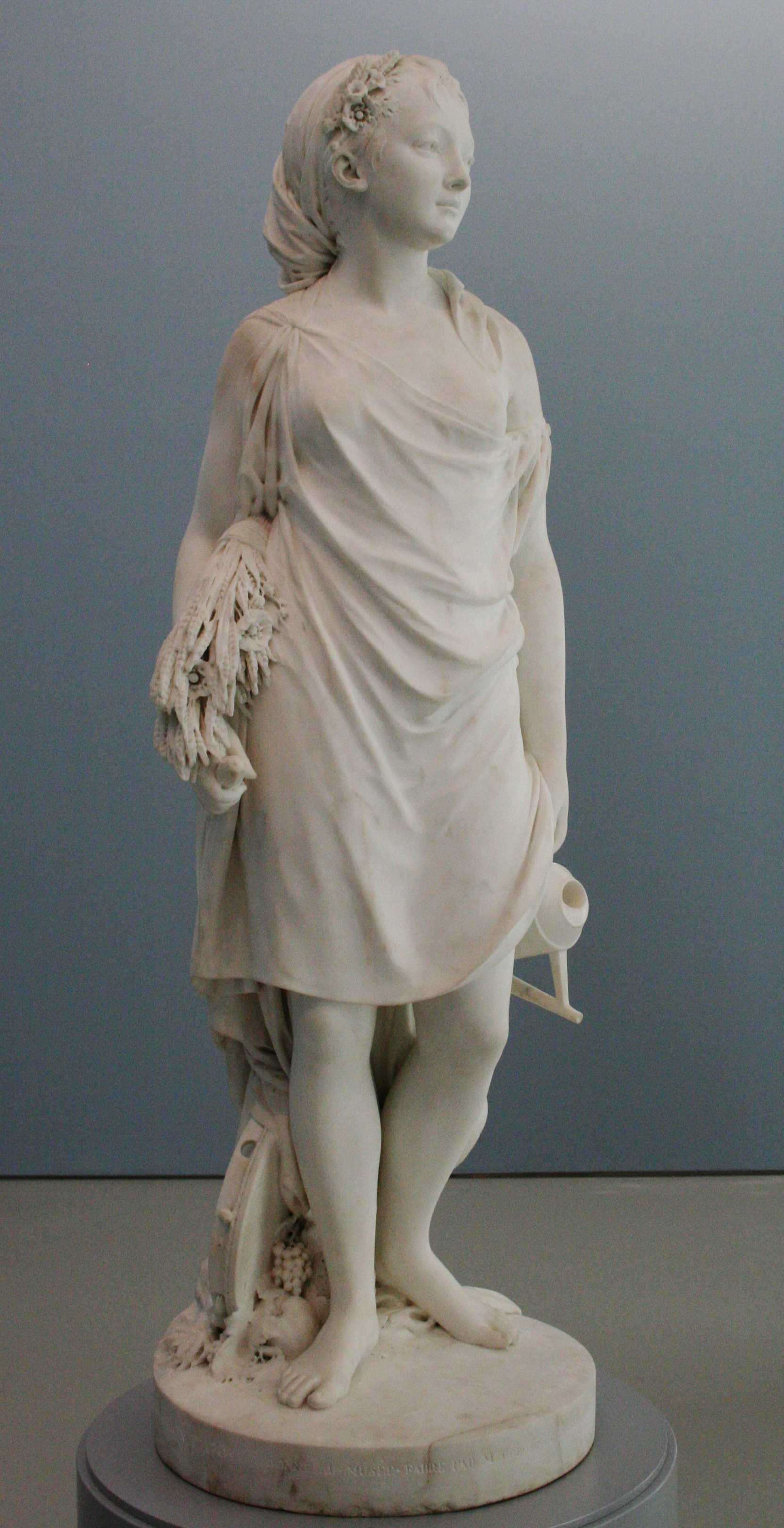
L'estiu 1785, marbre, Museu Fabre, Montpeller.
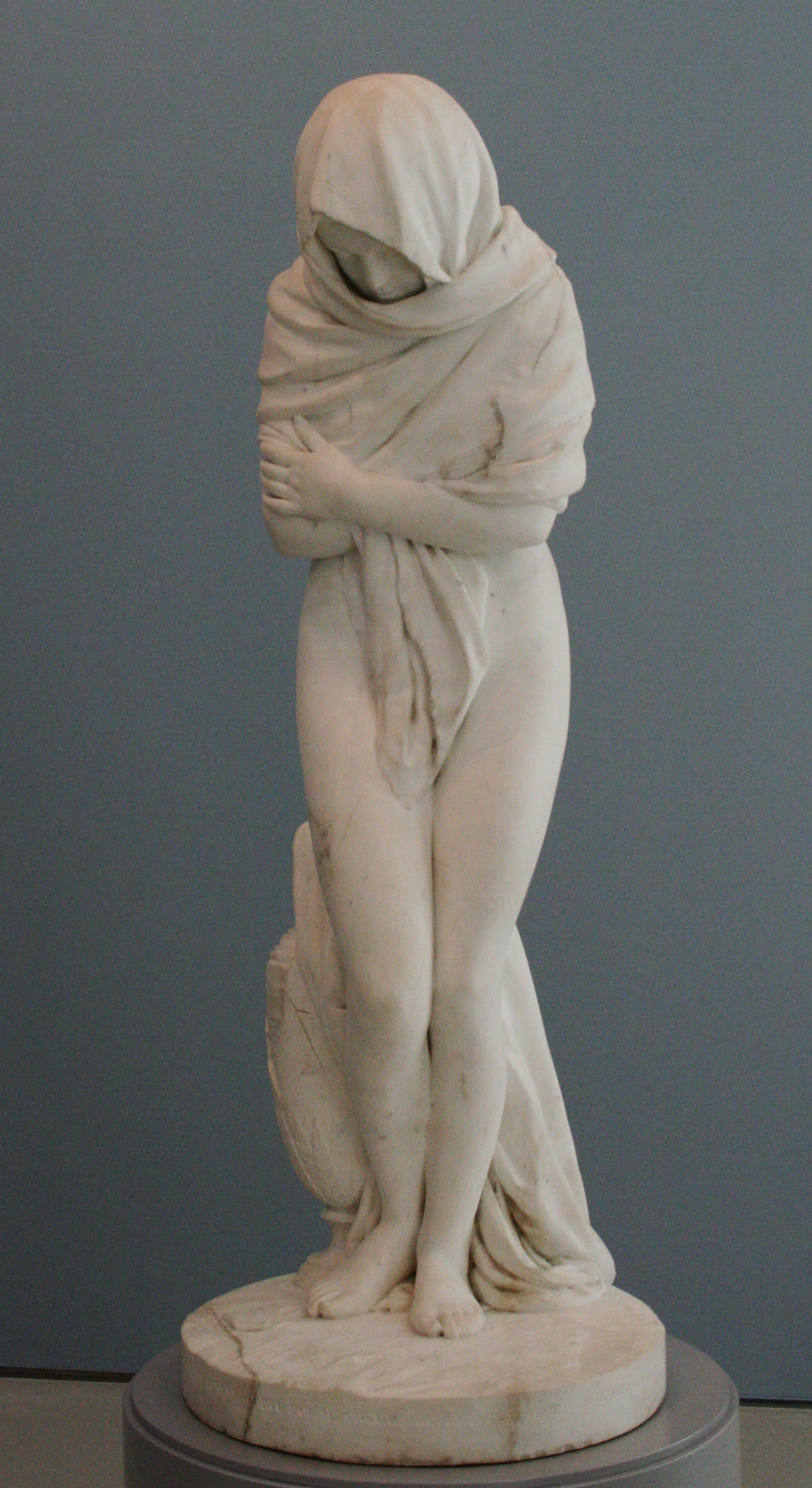
L'hivern 1783, marbre, Museu Fabre, Montpeller.